# Daniel Klébaner
 (juin 2012).
Si vous disposez d'ouvrages ou d'articles de référence ou si vous connaissez des sites web de qualité traitant du thème abordé ici, merci de compléter l'article en donnant les références utiles à sa vérifiabilité et en les liant à la section « Notes et références ».
Daniel Klébaner, né le 11 janvier 1949 à Neuilly-sur-Seine et mort le 27 mai 2011 à Paris 15e, est un prosateur, essayiste, critique d'art français  .
Quelques années après avoir soutenu une thèse de doctorat de philosophie à la Sorbonne en 1972, Daniel Klébaner se consacre à son activité d’écrivain et de critique d'art, à travers laquelle il mène pendant plus de trente ans une recherche personnelle et inclassable. À travers ses articles et près d’une vingtaine d’essais qui ensemble constituent une œuvre puissante, il vise à dégager les catégories éthiques de l’esthétique. Son premier manuscrit est remarqué en 1978 par Roger Caillois. Il reçoit alors les encouragements de Michel Leiris, qui le cite dans son Journal. Dix ans plus tard, son œuvre est reconnue par Marc Le Bot, Gilbert Lascault et Louis Marin.
Il a collaboré à un certain nombre de revues de renommée internationale telles que la Nouvelle Revue française (sous la direction de Georges Lambrichs), Traverses (Centre Pompidou, Musée national d’art moderne), et Théodore Balmoral.